# Бергера тема (Алвея тема)
Те́ма Бе́ргера — тема в шаховій композиції. Суть теми — як мінімум, дворазова гра білої батареї з виключенням двох лінійних чорних фігур, які контролюють білу батарею (пів-батарею) в початковій позиції.

## Історія

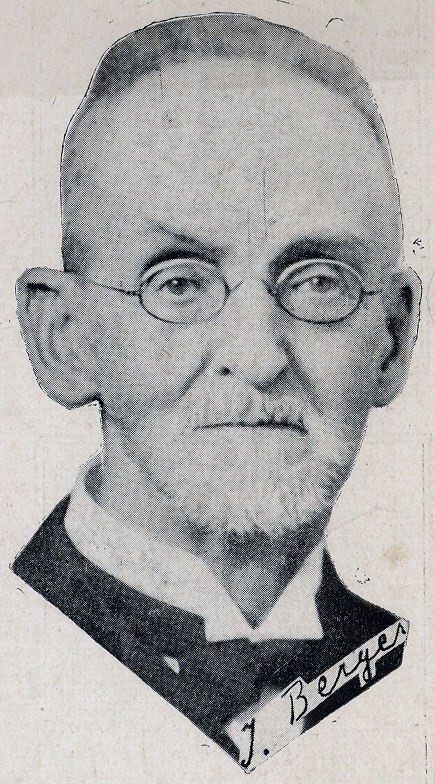
Йоганн Непомук Бергер

Цю ідею запропонував на початку ХХ століття австрійський шаховий композитор Йоганн Непомук Бергер (11.04.1845, Грац —17.10.1933, Грац).
В початковій позиції задачі на білу батарею діють дві лінійні чорні фігури. Білі роблять вступний хід з загрозою, і чорні, захищаючись від загрози, заманюються на іншу лінію контролю білої батареї. Внаслідок цього білі мають можливість на матуючому ході виключити одночасно обидві чорні фігури на перехресті ліній дії чорних фігур.
Ідея дістала назву тема Бергера, в деяких виданнях ця ідея іменується — тема Алвея.  З часом було встановлено, що ця тема була відкрита раніше — в 1893 році Годфрі Хіскотом. Журнал Міжнародної шахової федерації ФІДЕ в 1959 році провів спеціальний конкурс на цю тему.

## Проста форма
При вираженні простої форми грає механізм однієї білої батареї і дві лінійні фігури білих.
|   | a | b | c | d | e | f | g | h |   |
| 8 | a8 білий король · b7 білий слон · c7 чорний король · d6 біла тура · g6 чорний пішак · a5 чорний пішак · c5 білий пішак · g5 чорний пішак · b4 чорна тура · c2 білий ферзь · h2 білий слон · c1 чорний слон | a8 білий король · b7 білий слон · c7 чорний король · d6 біла тура · g6 чорний пішак · a5 чорний пішак · c5 білий пішак · g5 чорний пішак · b4 чорна тура · c2 білий ферзь · h2 білий слон · c1 чорний слон | a8 білий король · b7 білий слон · c7 чорний король · d6 біла тура · g6 чорний пішак · a5 чорний пішак · c5 білий пішак · g5 чорний пішак · b4 чорна тура · c2 білий ферзь · h2 білий слон · c1 чорний слон | a8 білий король · b7 білий слон · c7 чорний король · d6 біла тура · g6 чорний пішак · a5 чорний пішак · c5 білий пішак · g5 чорний пішак · b4 чорна тура · c2 білий ферзь · h2 білий слон · c1 чорний слон | a8 білий король · b7 білий слон · c7 чорний король · d6 біла тура · g6 чорний пішак · a5 чорний пішак · c5 білий пішак · g5 чорний пішак · b4 чорна тура · c2 білий ферзь · h2 білий слон · c1 чорний слон | a8 білий король · b7 білий слон · c7 чорний король · d6 біла тура · g6 чорний пішак · a5 чорний пішак · c5 білий пішак · g5 чорний пішак · b4 чорна тура · c2 білий ферзь · h2 білий слон · c1 чорний слон | a8 білий король · b7 білий слон · c7 чорний король · d6 біла тура · g6 чорний пішак · a5 чорний пішак · c5 білий пішак · g5 чорний пішак · b4 чорна тура · c2 білий ферзь · h2 білий слон · c1 чорний слон | a8 білий король · b7 білий слон · c7 чорний король · d6 біла тура · g6 чорний пішак · a5 чорний пішак · c5 білий пішак · g5 чорний пішак · b4 чорна тура · c2 білий ферзь · h2 білий слон · c1 чорний слон | 8 |
| 7 | a8 білий король · b7 білий слон · c7 чорний король · d6 біла тура · g6 чорний пішак · a5 чорний пішак · c5 білий пішак · g5 чорний пішак · b4 чорна тура · c2 білий ферзь · h2 білий слон · c1 чорний слон | a8 білий король · b7 білий слон · c7 чорний король · d6 біла тура · g6 чорний пішак · a5 чорний пішак · c5 білий пішак · g5 чорний пішак · b4 чорна тура · c2 білий ферзь · h2 білий слон · c1 чорний слон | a8 білий король · b7 білий слон · c7 чорний король · d6 біла тура · g6 чорний пішак · a5 чорний пішак · c5 білий пішак · g5 чорний пішак · b4 чорна тура · c2 білий ферзь · h2 білий слон · c1 чорний слон | a8 білий король · b7 білий слон · c7 чорний король · d6 біла тура · g6 чорний пішак · a5 чорний пішак · c5 білий пішак · g5 чорний пішак · b4 чорна тура · c2 білий ферзь · h2 білий слон · c1 чорний слон | a8 білий король · b7 білий слон · c7 чорний король · d6 біла тура · g6 чорний пішак · a5 чорний пішак · c5 білий пішак · g5 чорний пішак · b4 чорна тура · c2 білий ферзь · h2 білий слон · c1 чорний слон | a8 білий король · b7 білий слон · c7 чорний король · d6 біла тура · g6 чорний пішак · a5 чорний пішак · c5 білий пішак · g5 чорний пішак · b4 чорна тура · c2 білий ферзь · h2 білий слон · c1 чорний слон | a8 білий король · b7 білий слон · c7 чорний король · d6 біла тура · g6 чорний пішак · a5 чорний пішак · c5 білий пішак · g5 чорний пішак · b4 чорна тура · c2 білий ферзь · h2 білий слон · c1 чорний слон | a8 білий король · b7 білий слон · c7 чорний король · d6 біла тура · g6 чорний пішак · a5 чорний пішак · c5 білий пішак · g5 чорний пішак · b4 чорна тура · c2 білий ферзь · h2 білий слон · c1 чорний слон | 7 |
| 6 | a8 білий король · b7 білий слон · c7 чорний король · d6 біла тура · g6 чорний пішак · a5 чорний пішак · c5 білий пішак · g5 чорний пішак · b4 чорна тура · c2 білий ферзь · h2 білий слон · c1 чорний слон | a8 білий король · b7 білий слон · c7 чорний король · d6 біла тура · g6 чорний пішак · a5 чорний пішак · c5 білий пішак · g5 чорний пішак · b4 чорна тура · c2 білий ферзь · h2 білий слон · c1 чорний слон | a8 білий король · b7 білий слон · c7 чорний король · d6 біла тура · g6 чорний пішак · a5 чорний пішак · c5 білий пішак · g5 чорний пішак · b4 чорна тура · c2 білий ферзь · h2 білий слон · c1 чорний слон | a8 білий король · b7 білий слон · c7 чорний король · d6 біла тура · g6 чорний пішак · a5 чорний пішак · c5 білий пішак · g5 чорний пішак · b4 чорна тура · c2 білий ферзь · h2 білий слон · c1 чорний слон | a8 білий король · b7 білий слон · c7 чорний король · d6 біла тура · g6 чорний пішак · a5 чорний пішак · c5 білий пішак · g5 чорний пішак · b4 чорна тура · c2 білий ферзь · h2 білий слон · c1 чорний слон | a8 білий король · b7 білий слон · c7 чорний король · d6 біла тура · g6 чорний пішак · a5 чорний пішак · c5 білий пішак · g5 чорний пішак · b4 чорна тура · c2 білий ферзь · h2 білий слон · c1 чорний слон | a8 білий король · b7 білий слон · c7 чорний король · d6 біла тура · g6 чорний пішак · a5 чорний пішак · c5 білий пішак · g5 чорний пішак · b4 чорна тура · c2 білий ферзь · h2 білий слон · c1 чорний слон | a8 білий король · b7 білий слон · c7 чорний король · d6 біла тура · g6 чорний пішак · a5 чорний пішак · c5 білий пішак · g5 чорний пішак · b4 чорна тура · c2 білий ферзь · h2 білий слон · c1 чорний слон | 6 |
| 5 | a8 білий король · b7 білий слон · c7 чорний король · d6 біла тура · g6 чорний пішак · a5 чорний пішак · c5 білий пішак · g5 чорний пішак · b4 чорна тура · c2 білий ферзь · h2 білий слон · c1 чорний слон | a8 білий король · b7 білий слон · c7 чорний король · d6 біла тура · g6 чорний пішак · a5 чорний пішак · c5 білий пішак · g5 чорний пішак · b4 чорна тура · c2 білий ферзь · h2 білий слон · c1 чорний слон | a8 білий король · b7 білий слон · c7 чорний король · d6 біла тура · g6 чорний пішак · a5 чорний пішак · c5 білий пішак · g5 чорний пішак · b4 чорна тура · c2 білий ферзь · h2 білий слон · c1 чорний слон | a8 білий король · b7 білий слон · c7 чорний король · d6 біла тура · g6 чорний пішак · a5 чорний пішак · c5 білий пішак · g5 чорний пішак · b4 чорна тура · c2 білий ферзь · h2 білий слон · c1 чорний слон | a8 білий король · b7 білий слон · c7 чорний король · d6 біла тура · g6 чорний пішак · a5 чорний пішак · c5 білий пішак · g5 чорний пішак · b4 чорна тура · c2 білий ферзь · h2 білий слон · c1 чорний слон | a8 білий король · b7 білий слон · c7 чорний король · d6 біла тура · g6 чорний пішак · a5 чорний пішак · c5 білий пішак · g5 чорний пішак · b4 чорна тура · c2 білий ферзь · h2 білий слон · c1 чорний слон | a8 білий король · b7 білий слон · c7 чорний король · d6 біла тура · g6 чорний пішак · a5 чорний пішак · c5 білий пішак · g5 чорний пішак · b4 чорна тура · c2 білий ферзь · h2 білий слон · c1 чорний слон | a8 білий король · b7 білий слон · c7 чорний король · d6 біла тура · g6 чорний пішак · a5 чорний пішак · c5 білий пішак · g5 чорний пішак · b4 чорна тура · c2 білий ферзь · h2 білий слон · c1 чорний слон | 5 |
| 4 | a8 білий король · b7 білий слон · c7 чорний король · d6 біла тура · g6 чорний пішак · a5 чорний пішак · c5 білий пішак · g5 чорний пішак · b4 чорна тура · c2 білий ферзь · h2 білий слон · c1 чорний слон | a8 білий король · b7 білий слон · c7 чорний король · d6 біла тура · g6 чорний пішак · a5 чорний пішак · c5 білий пішак · g5 чорний пішак · b4 чорна тура · c2 білий ферзь · h2 білий слон · c1 чорний слон | a8 білий король · b7 білий слон · c7 чорний король · d6 біла тура · g6 чорний пішак · a5 чорний пішак · c5 білий пішак · g5 чорний пішак · b4 чорна тура · c2 білий ферзь · h2 білий слон · c1 чорний слон | a8 білий король · b7 білий слон · c7 чорний король · d6 біла тура · g6 чорний пішак · a5 чорний пішак · c5 білий пішак · g5 чорний пішак · b4 чорна тура · c2 білий ферзь · h2 білий слон · c1 чорний слон | a8 білий король · b7 білий слон · c7 чорний король · d6 біла тура · g6 чорний пішак · a5 чорний пішак · c5 білий пішак · g5 чорний пішак · b4 чорна тура · c2 білий ферзь · h2 білий слон · c1 чорний слон | a8 білий король · b7 білий слон · c7 чорний король · d6 біла тура · g6 чорний пішак · a5 чорний пішак · c5 білий пішак · g5 чорний пішак · b4 чорна тура · c2 білий ферзь · h2 білий слон · c1 чорний слон | a8 білий король · b7 білий слон · c7 чорний король · d6 біла тура · g6 чорний пішак · a5 чорний пішак · c5 білий пішак · g5 чорний пішак · b4 чорна тура · c2 білий ферзь · h2 білий слон · c1 чорний слон | a8 білий король · b7 білий слон · c7 чорний король · d6 біла тура · g6 чорний пішак · a5 чорний пішак · c5 білий пішак · g5 чорний пішак · b4 чорна тура · c2 білий ферзь · h2 білий слон · c1 чорний слон | 4 |
| 3 | a8 білий король · b7 білий слон · c7 чорний король · d6 біла тура · g6 чорний пішак · a5 чорний пішак · c5 білий пішак · g5 чорний пішак · b4 чорна тура · c2 білий ферзь · h2 білий слон · c1 чорний слон | a8 білий король · b7 білий слон · c7 чорний король · d6 біла тура · g6 чорний пішак · a5 чорний пішак · c5 білий пішак · g5 чорний пішак · b4 чорна тура · c2 білий ферзь · h2 білий слон · c1 чорний слон | a8 білий король · b7 білий слон · c7 чорний король · d6 біла тура · g6 чорний пішак · a5 чорний пішак · c5 білий пішак · g5 чорний пішак · b4 чорна тура · c2 білий ферзь · h2 білий слон · c1 чорний слон | a8 білий король · b7 білий слон · c7 чорний король · d6 біла тура · g6 чорний пішак · a5 чорний пішак · c5 білий пішак · g5 чорний пішак · b4 чорна тура · c2 білий ферзь · h2 білий слон · c1 чорний слон | a8 білий король · b7 білий слон · c7 чорний король · d6 біла тура · g6 чорний пішак · a5 чорний пішак · c5 білий пішак · g5 чорний пішак · b4 чорна тура · c2 білий ферзь · h2 білий слон · c1 чорний слон | a8 білий король · b7 білий слон · c7 чорний король · d6 біла тура · g6 чорний пішак · a5 чорний пішак · c5 білий пішак · g5 чорний пішак · b4 чорна тура · c2 білий ферзь · h2 білий слон · c1 чорний слон | a8 білий король · b7 білий слон · c7 чорний король · d6 біла тура · g6 чорний пішак · a5 чорний пішак · c5 білий пішак · g5 чорний пішак · b4 чорна тура · c2 білий ферзь · h2 білий слон · c1 чорний слон | a8 білий король · b7 білий слон · c7 чорний король · d6 біла тура · g6 чорний пішак · a5 чорний пішак · c5 білий пішак · g5 чорний пішак · b4 чорна тура · c2 білий ферзь · h2 білий слон · c1 чорний слон | 3 |
| 2 | a8 білий король · b7 білий слон · c7 чорний король · d6 біла тура · g6 чорний пішак · a5 чорний пішак · c5 білий пішак · g5 чорний пішак · b4 чорна тура · c2 білий ферзь · h2 білий слон · c1 чорний слон | a8 білий король · b7 білий слон · c7 чорний король · d6 біла тура · g6 чорний пішак · a5 чорний пішак · c5 білий пішак · g5 чорний пішак · b4 чорна тура · c2 білий ферзь · h2 білий слон · c1 чорний слон | a8 білий король · b7 білий слон · c7 чорний король · d6 біла тура · g6 чорний пішак · a5 чорний пішак · c5 білий пішак · g5 чорний пішак · b4 чорна тура · c2 білий ферзь · h2 білий слон · c1 чорний слон | a8 білий король · b7 білий слон · c7 чорний король · d6 біла тура · g6 чорний пішак · a5 чорний пішак · c5 білий пішак · g5 чорний пішак · b4 чорна тура · c2 білий ферзь · h2 білий слон · c1 чорний слон | a8 білий король · b7 білий слон · c7 чорний король · d6 біла тура · g6 чорний пішак · a5 чорний пішак · c5 білий пішак · g5 чорний пішак · b4 чорна тура · c2 білий ферзь · h2 білий слон · c1 чорний слон | a8 білий король · b7 білий слон · c7 чорний король · d6 біла тура · g6 чорний пішак · a5 чорний пішак · c5 білий пішак · g5 чорний пішак · b4 чорна тура · c2 білий ферзь · h2 білий слон · c1 чорний слон | a8 білий король · b7 білий слон · c7 чорний король · d6 біла тура · g6 чорний пішак · a5 чорний пішак · c5 білий пішак · g5 чорний пішак · b4 чорна тура · c2 білий ферзь · h2 білий слон · c1 чорний слон | a8 білий король · b7 білий слон · c7 чорний король · d6 біла тура · g6 чорний пішак · a5 чорний пішак · c5 білий пішак · g5 чорний пішак · b4 чорна тура · c2 білий ферзь · h2 білий слон · c1 чорний слон | 2 |
| 1 | a8 білий король · b7 білий слон · c7 чорний король · d6 біла тура · g6 чорний пішак · a5 чорний пішак · c5 білий пішак · g5 чорний пішак · b4 чорна тура · c2 білий ферзь · h2 білий слон · c1 чорний слон | a8 білий король · b7 білий слон · c7 чорний король · d6 біла тура · g6 чорний пішак · a5 чорний пішак · c5 білий пішак · g5 чорний пішак · b4 чорна тура · c2 білий ферзь · h2 білий слон · c1 чорний слон | a8 білий король · b7 білий слон · c7 чорний король · d6 біла тура · g6 чорний пішак · a5 чорний пішак · c5 білий пішак · g5 чорний пішак · b4 чорна тура · c2 білий ферзь · h2 білий слон · c1 чорний слон | a8 білий король · b7 білий слон · c7 чорний король · d6 біла тура · g6 чорний пішак · a5 чорний пішак · c5 білий пішак · g5 чорний пішак · b4 чорна тура · c2 білий ферзь · h2 білий слон · c1 чорний слон | a8 білий король · b7 білий слон · c7 чорний король · d6 біла тура · g6 чорний пішак · a5 чорний пішак · c5 білий пішак · g5 чорний пішак · b4 чорна тура · c2 білий ферзь · h2 білий слон · c1 чорний слон | a8 білий король · b7 білий слон · c7 чорний король · d6 біла тура · g6 чорний пішак · a5 чорний пішак · c5 білий пішак · g5 чорний пішак · b4 чорна тура · c2 білий ферзь · h2 білий слон · c1 чорний слон | a8 білий король · b7 білий слон · c7 чорний король · d6 біла тура · g6 чорний пішак · a5 чорний пішак · c5 білий пішак · g5 чорний пішак · b4 чорна тура · c2 білий ферзь · h2 білий слон · c1 чорний слон | a8 білий король · b7 білий слон · c7 чорний король · d6 біла тура · g6 чорний пішак · a5 чорний пішак · c5 білий пішак · g5 чорний пішак · b4 чорна тура · c2 білий ферзь · h2 білий слон · c1 чорний слон | 1 |
|   | a | b | c | d | e | f | g | h |   |

FEN: K7/1Bk5/3R2p1/p1P3p1/1r6/8/2Q4B/2b5
1. Qb2! ~ 2. Qg7#
1. ... Rxb2 2. Rd2#
1. ... Bxb2 2. Rd4#
В початковій позиції вже створена біла батарея: тура — слон, яку контролюють дві лінійні чорні фігури. Відразу батарея не може зіграти, оскільки біла тура при відході не зможе виключити відразу дві чорні фігури — слона і туру. Білі ефектним вступним ходом жертвують ферзя, заманюючи фігури противника на потрібні білим лінії. Чорні змушені прийняти жертву, і тепер хоч і включені обидві чорні фігури на лінію батареї, біла тура, для оголошення мату, при відході може їх перекрити.

## Подвоєна форма
Для вираження подвоєної форми потрібне використання двох білих батарейних механізмів, або в одному і тому ж батарейному механізмі потрібно зробити зміну гри з різними матами у двох фазах, наприклад хибна гра і рішення.
Під час конкурсу на тему Бергера, проведеного журналом Міжнародної шахової федерації, перемогу отримала задача з подвоєнням теми Бергера.
|   | a | b | c | d | e | f | g | h |   |
| 8 | g8 біла тура · h7 чорний слон · c6 чорна тура · h6 чорний кінь · d4 білий пішак · h4 чорний пішак · a3 білий ферзь · e3 білий кінь · g3 білий кінь · h3 чорний король · d2 біла тура · d1 білий слон · e1 білий король | g8 біла тура · h7 чорний слон · c6 чорна тура · h6 чорний кінь · d4 білий пішак · h4 чорний пішак · a3 білий ферзь · e3 білий кінь · g3 білий кінь · h3 чорний король · d2 біла тура · d1 білий слон · e1 білий король | g8 біла тура · h7 чорний слон · c6 чорна тура · h6 чорний кінь · d4 білий пішак · h4 чорний пішак · a3 білий ферзь · e3 білий кінь · g3 білий кінь · h3 чорний король · d2 біла тура · d1 білий слон · e1 білий король | g8 біла тура · h7 чорний слон · c6 чорна тура · h6 чорний кінь · d4 білий пішак · h4 чорний пішак · a3 білий ферзь · e3 білий кінь · g3 білий кінь · h3 чорний король · d2 біла тура · d1 білий слон · e1 білий король | g8 біла тура · h7 чорний слон · c6 чорна тура · h6 чорний кінь · d4 білий пішак · h4 чорний пішак · a3 білий ферзь · e3 білий кінь · g3 білий кінь · h3 чорний король · d2 біла тура · d1 білий слон · e1 білий король | g8 біла тура · h7 чорний слон · c6 чорна тура · h6 чорний кінь · d4 білий пішак · h4 чорний пішак · a3 білий ферзь · e3 білий кінь · g3 білий кінь · h3 чорний король · d2 біла тура · d1 білий слон · e1 білий король | g8 біла тура · h7 чорний слон · c6 чорна тура · h6 чорний кінь · d4 білий пішак · h4 чорний пішак · a3 білий ферзь · e3 білий кінь · g3 білий кінь · h3 чорний король · d2 біла тура · d1 білий слон · e1 білий король | g8 біла тура · h7 чорний слон · c6 чорна тура · h6 чорний кінь · d4 білий пішак · h4 чорний пішак · a3 білий ферзь · e3 білий кінь · g3 білий кінь · h3 чорний король · d2 біла тура · d1 білий слон · e1 білий король | 8 |
| 7 | g8 біла тура · h7 чорний слон · c6 чорна тура · h6 чорний кінь · d4 білий пішак · h4 чорний пішак · a3 білий ферзь · e3 білий кінь · g3 білий кінь · h3 чорний король · d2 біла тура · d1 білий слон · e1 білий король | g8 біла тура · h7 чорний слон · c6 чорна тура · h6 чорний кінь · d4 білий пішак · h4 чорний пішак · a3 білий ферзь · e3 білий кінь · g3 білий кінь · h3 чорний король · d2 біла тура · d1 білий слон · e1 білий король | g8 біла тура · h7 чорний слон · c6 чорна тура · h6 чорний кінь · d4 білий пішак · h4 чорний пішак · a3 білий ферзь · e3 білий кінь · g3 білий кінь · h3 чорний король · d2 біла тура · d1 білий слон · e1 білий король | g8 біла тура · h7 чорний слон · c6 чорна тура · h6 чорний кінь · d4 білий пішак · h4 чорний пішак · a3 білий ферзь · e3 білий кінь · g3 білий кінь · h3 чорний король · d2 біла тура · d1 білий слон · e1 білий король | g8 біла тура · h7 чорний слон · c6 чорна тура · h6 чорний кінь · d4 білий пішак · h4 чорний пішак · a3 білий ферзь · e3 білий кінь · g3 білий кінь · h3 чорний король · d2 біла тура · d1 білий слон · e1 білий король | g8 біла тура · h7 чорний слон · c6 чорна тура · h6 чорний кінь · d4 білий пішак · h4 чорний пішак · a3 білий ферзь · e3 білий кінь · g3 білий кінь · h3 чорний король · d2 біла тура · d1 білий слон · e1 білий король | g8 біла тура · h7 чорний слон · c6 чорна тура · h6 чорний кінь · d4 білий пішак · h4 чорний пішак · a3 білий ферзь · e3 білий кінь · g3 білий кінь · h3 чорний король · d2 біла тура · d1 білий слон · e1 білий король | g8 біла тура · h7 чорний слон · c6 чорна тура · h6 чорний кінь · d4 білий пішак · h4 чорний пішак · a3 білий ферзь · e3 білий кінь · g3 білий кінь · h3 чорний король · d2 біла тура · d1 білий слон · e1 білий король | 7 |
| 6 | g8 біла тура · h7 чорний слон · c6 чорна тура · h6 чорний кінь · d4 білий пішак · h4 чорний пішак · a3 білий ферзь · e3 білий кінь · g3 білий кінь · h3 чорний король · d2 біла тура · d1 білий слон · e1 білий король | g8 біла тура · h7 чорний слон · c6 чорна тура · h6 чорний кінь · d4 білий пішак · h4 чорний пішак · a3 білий ферзь · e3 білий кінь · g3 білий кінь · h3 чорний король · d2 біла тура · d1 білий слон · e1 білий король | g8 біла тура · h7 чорний слон · c6 чорна тура · h6 чорний кінь · d4 білий пішак · h4 чорний пішак · a3 білий ферзь · e3 білий кінь · g3 білий кінь · h3 чорний король · d2 біла тура · d1 білий слон · e1 білий король | g8 біла тура · h7 чорний слон · c6 чорна тура · h6 чорний кінь · d4 білий пішак · h4 чорний пішак · a3 білий ферзь · e3 білий кінь · g3 білий кінь · h3 чорний король · d2 біла тура · d1 білий слон · e1 білий король | g8 біла тура · h7 чорний слон · c6 чорна тура · h6 чорний кінь · d4 білий пішак · h4 чорний пішак · a3 білий ферзь · e3 білий кінь · g3 білий кінь · h3 чорний король · d2 біла тура · d1 білий слон · e1 білий король | g8 біла тура · h7 чорний слон · c6 чорна тура · h6 чорний кінь · d4 білий пішак · h4 чорний пішак · a3 білий ферзь · e3 білий кінь · g3 білий кінь · h3 чорний король · d2 біла тура · d1 білий слон · e1 білий король | g8 біла тура · h7 чорний слон · c6 чорна тура · h6 чорний кінь · d4 білий пішак · h4 чорний пішак · a3 білий ферзь · e3 білий кінь · g3 білий кінь · h3 чорний король · d2 біла тура · d1 білий слон · e1 білий король | g8 біла тура · h7 чорний слон · c6 чорна тура · h6 чорний кінь · d4 білий пішак · h4 чорний пішак · a3 білий ферзь · e3 білий кінь · g3 білий кінь · h3 чорний король · d2 біла тура · d1 білий слон · e1 білий король | 6 |
| 5 | g8 біла тура · h7 чорний слон · c6 чорна тура · h6 чорний кінь · d4 білий пішак · h4 чорний пішак · a3 білий ферзь · e3 білий кінь · g3 білий кінь · h3 чорний король · d2 біла тура · d1 білий слон · e1 білий король | g8 біла тура · h7 чорний слон · c6 чорна тура · h6 чорний кінь · d4 білий пішак · h4 чорний пішак · a3 білий ферзь · e3 білий кінь · g3 білий кінь · h3 чорний король · d2 біла тура · d1 білий слон · e1 білий король | g8 біла тура · h7 чорний слон · c6 чорна тура · h6 чорний кінь · d4 білий пішак · h4 чорний пішак · a3 білий ферзь · e3 білий кінь · g3 білий кінь · h3 чорний король · d2 біла тура · d1 білий слон · e1 білий король | g8 біла тура · h7 чорний слон · c6 чорна тура · h6 чорний кінь · d4 білий пішак · h4 чорний пішак · a3 білий ферзь · e3 білий кінь · g3 білий кінь · h3 чорний король · d2 біла тура · d1 білий слон · e1 білий король | g8 біла тура · h7 чорний слон · c6 чорна тура · h6 чорний кінь · d4 білий пішак · h4 чорний пішак · a3 білий ферзь · e3 білий кінь · g3 білий кінь · h3 чорний король · d2 біла тура · d1 білий слон · e1 білий король | g8 біла тура · h7 чорний слон · c6 чорна тура · h6 чорний кінь · d4 білий пішак · h4 чорний пішак · a3 білий ферзь · e3 білий кінь · g3 білий кінь · h3 чорний король · d2 біла тура · d1 білий слон · e1 білий король | g8 біла тура · h7 чорний слон · c6 чорна тура · h6 чорний кінь · d4 білий пішак · h4 чорний пішак · a3 білий ферзь · e3 білий кінь · g3 білий кінь · h3 чорний король · d2 біла тура · d1 білий слон · e1 білий король | g8 біла тура · h7 чорний слон · c6 чорна тура · h6 чорний кінь · d4 білий пішак · h4 чорний пішак · a3 білий ферзь · e3 білий кінь · g3 білий кінь · h3 чорний король · d2 біла тура · d1 білий слон · e1 білий король | 5 |
| 4 | g8 біла тура · h7 чорний слон · c6 чорна тура · h6 чорний кінь · d4 білий пішак · h4 чорний пішак · a3 білий ферзь · e3 білий кінь · g3 білий кінь · h3 чорний король · d2 біла тура · d1 білий слон · e1 білий король | g8 біла тура · h7 чорний слон · c6 чорна тура · h6 чорний кінь · d4 білий пішак · h4 чорний пішак · a3 білий ферзь · e3 білий кінь · g3 білий кінь · h3 чорний король · d2 біла тура · d1 білий слон · e1 білий король | g8 біла тура · h7 чорний слон · c6 чорна тура · h6 чорний кінь · d4 білий пішак · h4 чорний пішак · a3 білий ферзь · e3 білий кінь · g3 білий кінь · h3 чорний король · d2 біла тура · d1 білий слон · e1 білий король | g8 біла тура · h7 чорний слон · c6 чорна тура · h6 чорний кінь · d4 білий пішак · h4 чорний пішак · a3 білий ферзь · e3 білий кінь · g3 білий кінь · h3 чорний король · d2 біла тура · d1 білий слон · e1 білий король | g8 біла тура · h7 чорний слон · c6 чорна тура · h6 чорний кінь · d4 білий пішак · h4 чорний пішак · a3 білий ферзь · e3 білий кінь · g3 білий кінь · h3 чорний король · d2 біла тура · d1 білий слон · e1 білий король | g8 біла тура · h7 чорний слон · c6 чорна тура · h6 чорний кінь · d4 білий пішак · h4 чорний пішак · a3 білий ферзь · e3 білий кінь · g3 білий кінь · h3 чорний король · d2 біла тура · d1 білий слон · e1 білий король | g8 біла тура · h7 чорний слон · c6 чорна тура · h6 чорний кінь · d4 білий пішак · h4 чорний пішак · a3 білий ферзь · e3 білий кінь · g3 білий кінь · h3 чорний король · d2 біла тура · d1 білий слон · e1 білий король | g8 біла тура · h7 чорний слон · c6 чорна тура · h6 чорний кінь · d4 білий пішак · h4 чорний пішак · a3 білий ферзь · e3 білий кінь · g3 білий кінь · h3 чорний король · d2 біла тура · d1 білий слон · e1 білий король | 4 |
| 3 | g8 біла тура · h7 чорний слон · c6 чорна тура · h6 чорний кінь · d4 білий пішак · h4 чорний пішак · a3 білий ферзь · e3 білий кінь · g3 білий кінь · h3 чорний король · d2 біла тура · d1 білий слон · e1 білий король | g8 біла тура · h7 чорний слон · c6 чорна тура · h6 чорний кінь · d4 білий пішак · h4 чорний пішак · a3 білий ферзь · e3 білий кінь · g3 білий кінь · h3 чорний король · d2 біла тура · d1 білий слон · e1 білий король | g8 біла тура · h7 чорний слон · c6 чорна тура · h6 чорний кінь · d4 білий пішак · h4 чорний пішак · a3 білий ферзь · e3 білий кінь · g3 білий кінь · h3 чорний король · d2 біла тура · d1 білий слон · e1 білий король | g8 біла тура · h7 чорний слон · c6 чорна тура · h6 чорний кінь · d4 білий пішак · h4 чорний пішак · a3 білий ферзь · e3 білий кінь · g3 білий кінь · h3 чорний король · d2 біла тура · d1 білий слон · e1 білий король | g8 біла тура · h7 чорний слон · c6 чорна тура · h6 чорний кінь · d4 білий пішак · h4 чорний пішак · a3 білий ферзь · e3 білий кінь · g3 білий кінь · h3 чорний король · d2 біла тура · d1 білий слон · e1 білий король | g8 біла тура · h7 чорний слон · c6 чорна тура · h6 чорний кінь · d4 білий пішак · h4 чорний пішак · a3 білий ферзь · e3 білий кінь · g3 білий кінь · h3 чорний король · d2 біла тура · d1 білий слон · e1 білий король | g8 біла тура · h7 чорний слон · c6 чорна тура · h6 чорний кінь · d4 білий пішак · h4 чорний пішак · a3 білий ферзь · e3 білий кінь · g3 білий кінь · h3 чорний король · d2 біла тура · d1 білий слон · e1 білий король | g8 біла тура · h7 чорний слон · c6 чорна тура · h6 чорний кінь · d4 білий пішак · h4 чорний пішак · a3 білий ферзь · e3 білий кінь · g3 білий кінь · h3 чорний король · d2 біла тура · d1 білий слон · e1 білий король | 3 |
| 2 | g8 біла тура · h7 чорний слон · c6 чорна тура · h6 чорний кінь · d4 білий пішак · h4 чорний пішак · a3 білий ферзь · e3 білий кінь · g3 білий кінь · h3 чорний король · d2 біла тура · d1 білий слон · e1 білий король | g8 біла тура · h7 чорний слон · c6 чорна тура · h6 чорний кінь · d4 білий пішак · h4 чорний пішак · a3 білий ферзь · e3 білий кінь · g3 білий кінь · h3 чорний король · d2 біла тура · d1 білий слон · e1 білий король | g8 біла тура · h7 чорний слон · c6 чорна тура · h6 чорний кінь · d4 білий пішак · h4 чорний пішак · a3 білий ферзь · e3 білий кінь · g3 білий кінь · h3 чорний король · d2 біла тура · d1 білий слон · e1 білий король | g8 біла тура · h7 чорний слон · c6 чорна тура · h6 чорний кінь · d4 білий пішак · h4 чорний пішак · a3 білий ферзь · e3 білий кінь · g3 білий кінь · h3 чорний король · d2 біла тура · d1 білий слон · e1 білий король | g8 біла тура · h7 чорний слон · c6 чорна тура · h6 чорний кінь · d4 білий пішак · h4 чорний пішак · a3 білий ферзь · e3 білий кінь · g3 білий кінь · h3 чорний король · d2 біла тура · d1 білий слон · e1 білий король | g8 біла тура · h7 чорний слон · c6 чорна тура · h6 чорний кінь · d4 білий пішак · h4 чорний пішак · a3 білий ферзь · e3 білий кінь · g3 білий кінь · h3 чорний король · d2 біла тура · d1 білий слон · e1 білий король | g8 біла тура · h7 чорний слон · c6 чорна тура · h6 чорний кінь · d4 білий пішак · h4 чорний пішак · a3 білий ферзь · e3 білий кінь · g3 білий кінь · h3 чорний король · d2 біла тура · d1 білий слон · e1 білий король | g8 біла тура · h7 чорний слон · c6 чорна тура · h6 чорний кінь · d4 білий пішак · h4 чорний пішак · a3 білий ферзь · e3 білий кінь · g3 білий кінь · h3 чорний король · d2 біла тура · d1 білий слон · e1 білий король | 2 |
| 1 | g8 біла тура · h7 чорний слон · c6 чорна тура · h6 чорний кінь · d4 білий пішак · h4 чорний пішак · a3 білий ферзь · e3 білий кінь · g3 білий кінь · h3 чорний король · d2 біла тура · d1 білий слон · e1 білий король | g8 біла тура · h7 чорний слон · c6 чорна тура · h6 чорний кінь · d4 білий пішак · h4 чорний пішак · a3 білий ферзь · e3 білий кінь · g3 білий кінь · h3 чорний король · d2 біла тура · d1 білий слон · e1 білий король | g8 біла тура · h7 чорний слон · c6 чорна тура · h6 чорний кінь · d4 білий пішак · h4 чорний пішак · a3 білий ферзь · e3 білий кінь · g3 білий кінь · h3 чорний король · d2 біла тура · d1 білий слон · e1 білий король | g8 біла тура · h7 чорний слон · c6 чорна тура · h6 чорний кінь · d4 білий пішак · h4 чорний пішак · a3 білий ферзь · e3 білий кінь · g3 білий кінь · h3 чорний король · d2 біла тура · d1 білий слон · e1 білий король | g8 біла тура · h7 чорний слон · c6 чорна тура · h6 чорний кінь · d4 білий пішак · h4 чорний пішак · a3 білий ферзь · e3 білий кінь · g3 білий кінь · h3 чорний король · d2 біла тура · d1 білий слон · e1 білий король | g8 біла тура · h7 чорний слон · c6 чорна тура · h6 чорний кінь · d4 білий пішак · h4 чорний пішак · a3 білий ферзь · e3 білий кінь · g3 білий кінь · h3 чорний король · d2 біла тура · d1 білий слон · e1 білий король | g8 біла тура · h7 чорний слон · c6 чорна тура · h6 чорний кінь · d4 білий пішак · h4 чорний пішак · a3 білий ферзь · e3 білий кінь · g3 білий кінь · h3 чорний король · d2 біла тура · d1 білий слон · e1 білий король | g8 біла тура · h7 чорний слон · c6 чорна тура · h6 чорний кінь · d4 білий пішак · h4 чорний пішак · a3 білий ферзь · e3 білий кінь · g3 білий кінь · h3 чорний король · d2 біла тура · d1 білий слон · e1 білий король | 1 |
|   | a | b | c | d | e | f | g | h |   |

FEN: 6R1/7b/2r4n/8/3P3p/Q3N1Nk/3R4/3BK3
1. Sh5? ~ 2. Sf4#
1. ... Rf6   2. Sef5#
1. ... Bxg8 2. Sc4#
1. ... Bg6!
1. Sd5! ~ 2. Sf4#
1. ... Rf6    2. Sgf5#
1. ... Re6+ 2. Se4#
Тема Бергера пройшла двічі — один раз в хибній грі і другий раз в рішенні.